# Théologie cataphatique
La théologie cataphatique, du grec ancien : κατάφασις (kataphasis, « affirmation »), est une théologie qui emploie des termes positifs pour décrire Dieu. Elle procède par l’affirmation de ce que Dieu est et s’efforce de parvenir à la connaissance de Dieu par l’énumération de ses caractéristiques positives. Ainsi, le concept logique de Dieu exprime adéquatement son Être, et du concept de l’Être on déduit analytiquement les attributs de Dieu, sa simplicité et son unité. Elle se situe donc à l’opposé de la terminologie négative utilisée par la théologie apophatique, qui détermine ce que Dieu n’est pas. 
Une telle approche peut être perçue comme limitative dans la mesure où elle vise à définir ce qui est illimité et, partant, ne tient pas compte de la transcendance divine. Cette objection est énoncée, entre autres, par le Pseudo-Denys l'Aréopagite, pour lequel l'apophatisme est préférable au cataphatisme. L'apophatisme nie ce que Dieu pourrait être en procédant par retranchements successifs, comme un sculpteur qui dégage la forme de la statue à partir d’un bloc de marbre, image que le Pseudo-Denys emploie dans son Traité de la théologie mystique. Dieu est inconnaissable par nature car la connaissance a pour objet ce qui est. Or Dieu est au-delà de ce qui est. Il faut donc nier ce qui lui est inférieur, autrement dit tout ce qui est. 
Grégoire de Nazianze, qui adopte les deux approches, considère que la raison humaine ne peut certes appréhender Dieu dans sa totalité, mais permet de l'esquisser.
Jugeant que ces deux voies de la connaissance de Dieu sont antinomiques, Thomas d'Aquin propose une synthèse qui présente la théologie apophatique comme une correction de la théologie cataphatique.